# Lucy (Candlebox)
Lucy è il secondo album in studio del gruppo rock statunitense Candlebox, pubblicato nel 1995.

## Tracce
1. Simple Lessons – 2:52
2. Drowned – 4:51
3. Lucy – 4:45
4. Best Friend – 3:27
5. Become (To Tell) – 3:36
6. Understanding – 4:48
7. Crooked Halo – 4:02
8. Bothered – 2:16
9. Butterfly – 4:54
10. It's Amazing – 3:59
11. Vulgar Before Me – 3:37
12. Butterfly (Reprise) – 6:14

## Formazione

### Gruppo
- Kevin Martin - voce, chitarra
- Peter Klett - chitarra
- Bardi Martin - basso
- Scott Mercado - batteria, dulcimer, percussioni

### Altri musicisti
- Kelly Gray - chitarra
- Randy Gaine - piano